# Macroglossum tenebrosa
Macroglossum tenebrosa es una polilla de la familia Sphingidae. Butler, 1892. Vuela en Sulawesi, Molucas, Aru, Papúa Nueva Guinea, el Archipiélago de Bismarck, las islas Solomon y en el norte de la Australia oriental.
La cabeza y tórax superior es verde. La parte superior del abdomen es de un lustroso gris azulado brillante cuándo se ilumina ese lado, aparte de algunos parches negros. 
El reverso de ambas alas es azulado blanco básicamente. El lado superior del ala inferior es blanco azulado cercano al ángulo anal, con rayas blanco azuladas.
Las orugas son blancas con rayas marrones y tiene la cabeza y tórax amarillos. La espiga de la cola es larga y negra, y curvas adelante. Las verdaderas patas y las patas no funcionales son amarillos con toques negros.